# Filip Prpic
Filip Prpic (* 26. Mai 1982 in Helsingborg) ist ein schwedischer Tennisspieler.

## Karriere
Prpic erreichte als Juniorenspieler im Jahr 2000 mit Rang 33 seine beste Platzierung.
Im Jahr 2001 durchbrach er zum ersten Mal die Top 1000 der Weltrangliste bei den Profis und gewann im Doppel seinen ersten Future-Titel. Bis 2004 spielte er weiterhin hauptsächlich – bis auf Teilnahmen durch Wildcards bei den ATP-Turnieren in Båstad und Stockholm – auf diesem Niveau. 2003 gewann er einen, 2004 zwei Titel im Einzel, wodurch er dort in die Top 300 einzog und an Turnieren der ATP Challenger Tour teilnehmen konnte sowie bei den US Open erstmals an der Qualifikation für ein Grand-Slam-Turnier teilnahm. Nach insgesamt vier Challenger-Viertelfinals stand er Ende des Jahres auf Platz 221. In den Folgejahren bis 2007 erlebte der Schwede seine erfolgreichste Zeit. 2005 in Valladolid und 2006 in Lanzarote gewann er seine beiden Challenger-Titel im Einzel. Nach letzterem erreichte er mit Platz 194 im Mai 2006 sein Karrierehoch. Im Doppel kam er ebenfalls zu zwei Titeln: 2006 in Nottingham sowie Istanbul. Ebenfalls 2006 war er mit Rang 277 am höchsten notiert.
2008 fiel Prpic aus den Top 400, nachdem er nur ein Challenger-Viertelfinale erreichen konnte, und spielte wieder vermehrt Futures. 2009 entwickelte sich wieder ein Aufwärtstrend, als er aus der Qualifikation heraus das Finale des Challengers in Khorat erreichte und dort gegen Andreas Beck verlor. Das Jahr konnte er genau wie 2010 knapp außerhalb der besten 300 Spieler beenden. Nur 2010 in Johannesburg und 2007 in Stockholm konnte er bei 10 Turnierteilnahmen im Einzel auf der ATP Tour ein Match gewinnen. Für ein Grand-Slam-Turnier konnte er sich nicht qualifizieren. Neben den vier Challengers konnte er elfmal bei Futures triumphieren, davon 7-mal im Einzel, wo er von 2003 bis 2011 jedes Jahr mindestens einen Titel gewann.
Nach nur zwei Turnieren im Jahr 2011 wurde Prpic 2012 für eine Begegnung der Weltgruppe in die schwedische Davis-Cup-Mannschaft berufen. Seine einzigen zwei Matches dort verlor er jeweils. Dies wurden seine letzten Profispiele.

## Erfolge
| Legende (Anzahl der Siege)  |
| Grand Slam                  |
| ATP World Tour Finals       |
| ATP World Tour Masters 1000 |
| ATP World Tour 500          |
| ATP World Tour 250          |
| ATP Challenger Tour (4)     |

### Einzel

#### Turniersiege
| Nr. | Datum          | Turnier    | Belag     | Finalgegner        | Ergebnis      |
| --- | -------------- | ---------- | --------- | ------------------ | ------------- |
| 1.  | 31. Juli 2005  | Valladolid | Hartplatz | Wang Yeu-tzuoo     | 6:2, 7:65     |
| 2.  | 29. April 2006 | Lanzarote  | Hartplatz | Jo-Wilfried Tsonga | 3:6, 6:3, 6:4 |

### Doppel

#### Turniersiege
| Nr. | Datum            | Turnier    | Belag         | Partner        | Finalgegner                  | Ergebnis         |
| --- | ---------------- | ---------- | ------------- | -------------- | ---------------------------- | ---------------- |
| 1.  | 27. Oktober 2006 | Nottingham | Hartplatz (i) | Nicolas Tourte | Jamie Delgado Jamie Murray   | 6:4, 4:6, [10:7] |
| 2.  | 15. August 2009  | Istanbul   | Hartplatz     | Frederico Gil  | Grigor Dimitrow Marsel İlhan | 3:6, 6:2, [10:6] |